# Бежанијски блокови
Бежанијски блокови су месна заједница и једно од београдских насеља, који се налазе у општини Нови Београд. До 2017. године ова месна заједница се звала Козара.

## Положај и географија
Насеље Бежанијски блокови чине Блок 61, Блок 62, Блок 63 и Блок 64, а налазе се у западном делу општине Нови Београд. Блокови у насељу су подељени на северне и јужне, а деле их улице и паркови. Са источне стране насеље се граничи, преко улице Омладинских бригада са новим стамбеним Блоком 67а, са западне са насељем Др Иван Рибар, са јужне стране преко улице Јурија Гагарина са Блоком 45, Блоком 44 и Блоком 70, док са северне стране, преко дуж целог насеља протеже се Бежанија. Насеље је оивичено улицама Јурија Гагарина, Др Ивана Рибара, Војвођанском, Земунском, Омладинских бригада и улицом Тошин бунар. Кроз насеље се протеже и Јапанска, Европска, Нехруова, Душана Вукасовића, Првомајска и Гандијева улица. Насеље је удаљено око 9 километара од аеродрома Никола Тесла и око 8 километара од центра Београда У непосредној близини насеља налази се река Сава.

## Историја
Насеље Бежанијски блокови је изграђено током 1970-их. Пре изградње овог насеља, на његовом простору налазиле су се породичне куће и сеоска имања села Бежанија, док су се у широј околини налазиле мочваре и обрадиво земљиште све до 1970. године, када је издато решење за изградњу блокова. Насеље је добило име Бежанијски блокови јер се на његовом простору простирала тадашња београдска општина Бежанија. Овај простор као и цео Нови Београд, припадао је све до 1918. године Аустроугарској, да би након Првог светског рата ушао у састав Краљевине СХС. Блокове у насељу називају још и Официрско насеље, јер у њима живи велики број војних лица, као и Панонски једрењаци. Урбанистички план насеља „Бежанија село – блокови 61-62-63-64” осмислио је архитекта Јосип Свобода, тадашњи директор Урбанистичког завода Београда, који је и аутор идеје о великим стамбеним зградама у форми великих степеница. Цело насеље је градила грађевинска фирма „Рад“, док су архитекти који су пројектовали објекте у блоку били брачни пар Миленија и Дарко Марушић и Милан Миодраговић.
Блок 61 изграђен је у периоду од 1975—1976. године. У блоку је укупно изграђено 14 солитера до средине 1980-их, док је један стамбени објекат на самом крају блока сазидан 2008. године.
Ток градње
- 1969. године рашчишћавање терена за изградњу - фаза 1,
- 1970. године израђен урбанистички план Блока 61,
- 1974. године рашчишћавање терена за изградњу - фаза 2,
- 1975. године почетак градње Блока 61,
- 1976. године завршетак градње Блока 61.

Блок 62 је други по реду изграђен стамбени блок у насељу. Његова изградња трајала је у периоду од 1976—1977. године. У њему се, као и у Блоку 61 налази 14 солитера, 7 у јужном и 7 у северном делу блока. Зелене површине између северног и јужног дела блока су последњих година углавном искоришћене за изградњу тржних центара и трговинских ланаца. У циљу заштите животне средине и због малог броја паркова у блоку, општина Нови Београд и Град Београд, направили су 2009. године парк у Блоку 62.
Блок 63 је грађен у периоду од 1977—1979. године. Рашчишћавање терена за његову изградњу кренуло је још седамдесетих година 20. века, а на његовом простору налазили су се канали, погодни за риболов.
Блок 64 је последње изграђен блок у насељу. Највећи број стамбених објеката саграђен је осамдесетих година XX века. У блоку се налази 16 стамбених зграда и неколико десетина кућа, док се у северном делу блока налази 10 стамбених објеката. Зграда на углу Гандијеве и Земунске улице изграђена је 2005. године. Две степенасте зграде уз фабрику ИМТ изграђене су 1982. године. Средином 1990-их и почетком 21. века у Блоку 64 је изграђен велики број стамбених и пословних зграда.

## Образовање
Од образовних институција у насељу Бежанијски блокови се налази :
- Основна школа Књегиња Милица у Блоку 62[6]
- Основна школа Младост у Блоку 64[7]
- Основна школа Јован Стерија Поповић у Блоку 63[8]
- Вртић Исток у Блоку 61
- Предшколска установа Камичак и другари у Блоку 62.
- Вртић Бисер у Блоку 64
- Вртић Бејбиленд у Блоку 62.
- Школа страних језика Галидно у Блоку 62.

У непосредној близни насеља налази се и основна школа Милан Ракић у Бежанији, као и средња Техничка школа Нови Београд.

## Остали објекти
- Поште Србије
- Биоскоп "Козара"
- Завод за заштиту природе Србије
- Ледена дворана Пингвин
- Тениски терени
- Приватна болница и клиника Еуромедик
- Продајни објекат намештаја Југодрво
- Диспанзер Медицине рада
- Тржни центри и трговински ланци Имо-центар, Рода и Идеа Екстра, Универекспорт и други
- Хотел „Б”
- Индустрија машина и трактора
- Фабрика одливака и модела
- Занатска и услужна предузећа
- Велики број угоститељских објеката
- Друштво за чување, неговање и заштиту културне традиције народа „Рад“

У непосредној близни насеља налази се и Црква Светог Георгија у Бежанији

## Саобраћај
У близини насеља налази се искључење ка Лединама, градској општини Сурчин, Бежанијској коси, Земуну, на ауто-пут Братство и јединство као и искључење за аеродром Никола Тесла Београд. У непосредној близини Блока 45 налази се и Мост на Ади који повезује блокове са Топчидером и општинама Чукарица и Раковица. У близини се налазе и други мостови који повезују Блок 45 и блокове са осталим београдским општинама, те се до градских општина и самог центра града стиже релативно брзо.
Због превеликог броја возила, број паркинг места и гаража у блоку је недовољан.
До насеља се јавним градским превозом који обезбеђује ГСП Београд може стићи многобројним аутобуским и трамвајским линијама.
Аутобуске линије:
- линија 45 Блок 44 - Земун (Нови град)[9]
- линија 67 Зелени венац - Блок 70а[10]
- линија 68 Блок 70 - Зелени венац[11]
- линија 71 Зелени венац - Ледине[12]
- линија 72 Зелени венац - Аеродром Никола Тесла[13]
- линија 73 Блок 45 - Батајница[14]
- линија 76 Блок 70а - Бежанијска коса[15]
- линија 82 Блок 44 - Кеј ослобођења[16]
- линија 89 Блок 72 - Видиковац[17]
- линија 94 Блок 45 - Ресник[18]
- линија 95 Блок 45 - Борча 3[19]
- линија 601 Сурчин - Београд на води[20]
- линија 602 Блок 44 - СРЦ Сурчин[21]
- линија 604 Блок 45 - Прека калдрма[22]
- линија 605 Блок 45 - Прогар[23]
- линија 610 Кеј ослобођења - Јаково[24]
- линија 708 Блок 70а - Земун поље[25]
- ноћна линија 68Н Трг Републике - Блок 45[26]

Трамвајске линије:
- линија 7 Блок 45 - Устаничка[27]
- линија 9 Блок 45 - Бањица[28]
- линија 11 Блок 45 - Калемегдан (Доњи град)[29] и
- линија 13 Блок 45 - Баново брдо[30]

Присутне су и минибус линије:
- линија Е1 Блок 45 - Устаничка[31]
- линија Е6 Блок 45 - Миријево[32]

## Галерија
- Блок 61 након изградње
- Панорама Блока 62
- Северни део Блока 64
- Јужни део Блока 64
- Северни део Блока 62
- Северни део насеља